# 사부리촌
사부리촌(佐分利村)은 후쿠이현 오이군에 설치되었던 촌이다. 현재의 오이정 북서부, 마이즈루 와카사 자동차도・오이타카하마 나들목 부근에 해당한다.